# ハカン・チャルハノール
ハカン・チャルハノール（Hakan Çalhanoğlu, 1994年2月8日 - ）は、ドイツ・マンハイム出身のサッカー選手。セリエA・インテル・ミラノ所属。トルコ代表。ポジションはMF。

## クラブ経歴

### キャリア初期
2001年からSVヴァルトホーフ・マンハイムのユースチームに所属し、2009年にカールスルーエSCユースに移籍。2012年にトップチームに昇格した。

### ハンブルガーSV時代
8月14日、ハンブルガーSVに4年契約で移籍。最初の1年は引き続きレンタルという形でカールスルーエに所属することとなった。2012-13シーズンは3. リーガながら36試合に出場し17得点を記録。チームの昇格に貢献し自身も3部MVPを獲得した。なお、17得点のうち7得点がフリーキックからの得点であり、そのキックの精度の高さも大きく評価された。
2013-14シーズン、ハンブルガーSVに復帰し背番号9を与えられた。8月31日、アイントラハト・ブラウンシュヴァイク戦で2得点を記録するなど、チームは低迷する中で大きな活躍を見せている。2014年2月22日のボルシア・ドルトムント戦では40m超のフリーキックを決めた。

### バイエル・レヴァークーゼン時代
2014年、バイエル・レヴァークーゼンに5年契約で移籍した。背番号は10番。ポジションはトップ下で、ソン・フンミン、カリム・ベララビらと強力な2列目を構成した。さらに、マヌエル・ノイアーからも直接FKを決めるなど世界トップクラスのプレースキッカーに成長。

### ACミラン時代
2017年7月3日、ACミランへ4年契約で移籍することが発表された。背番号は前シーズンまで本田圭佑が着用していた10番。2017-18シーズンの後半戦、ガットゥーゾ監督の下で左ウイングに定着した。
2020-21シーズン、リーグ戦では9アシストを決め、リーグ2位に貢献した。
2021年6月末で満了する契約の延長交渉が行われたものの、ミランの提示額とチャルハノール側の要求額の隔たりは埋まらず、2021年6月に契約満了での退団が明らかにされた。

### インテル・ミラノ時代
2021年6月23日、リーグ優勝を目指してミランのライバルであるインテル・ミラノに加入した。契約期間は2024年までの3年間。コッパ・イタリア決勝のユヴェントス戦では1-2から同点とするPKを沈め、延長で勝利した。このシーズンのリーグ戦では7ゴール12アシストを決めたが、前年まで所属していたミランに一歩及ばず2位となり優勝を逃す結末となった。
2022-23シーズンはリーグ戦3ゴール6アシストを決め、マルセロ・ブロゾヴィッチの怪我の影響で途中からアンカーのポジションも務めた。UEFAチャンピオンズリーグでも、グループステージのホームで行われたFCバルセロナ戦で強烈なミドルシュートを決めるなど、チームの準優勝に貢献した。
2023年7月5日、インテルとの契約を2027年6月30日まで延長した。
2023-24シーズンは、シーズン初めからレジスタとして定着し、チームのPKキッカーも務めたことでPKによる10ゴールを含むリーグ戦13ゴール3アシストを記録。第14節SSCナポリ戦では、強烈なミドルシュートを決めるなどリーグのシーズン最優秀MFに選ばれる活躍でリーグ優勝に貢献した。なお、リーグ優勝を決めた試合の相手は古巣ACミランであり、2年前のリベンジも果たした。
シーズン終了後には、ドイツの強豪であるFCバイエルン・ミュンヘンからの関心が報じられていたが、2024年6月25日に自身のInstagramで「将来インテルでさらに多くのトロフィーを獲得できると信じている」と、残留宣言をした。

## 代表経歴
ドイツ出身ながら、トルコ系のルーツを生かし、トルコ代表として各年代で招集され、2013 FIFA U-20ワールドカップでは1得点を記録した。
2013年9月6日、アンドラ代表戦でA代表デビューを果たした。2015年3月31日のルクセンブルクとの親善試合で代表初得点を挙げた。
2021年6月、EURO2020に出場するトルコ代表メンバーに選出された。
2024年6月、EURO2024のトルコ代表メンバーに選出された。

## 人物
- ケリム・チャルハノールは従兄弟にあたる。実弟のムハンマド・チャルハノール（英語版）もサッカー選手。
- フリーキックが非常に上手くACミラン所属時代のセルティックFC戦において、相手GKが全く動けない完璧なシュートを決めた。
- また、PKキックも得意であり、2024年6月時点でのセリエAでのPKゴール数は16であり失敗は一度もない[17]。
- 孫興民とはブンデスリーガ時代を共にした間柄で、良好に関係を築いていた。しかし、2015年夏に孫がトッテナム・ホットスパーFCとの移籍交渉を進めていた際、当時在籍していたバイエル・レバークーゼンのチーム関係者を通さず、自身で移籍を成立させたことにチャルハノールが孫を非難。それに対して孫はドイツの古い諺を例えにチャルハノールに反論。そのチャルハノールは孫に別れの挨拶を送ったものの、孫がこれを無視したことで、両者は決裂したと言われている。その後2020年にチャルハノールにトッテナム移籍の噂が浮上したものの、結局は実現しなかった[18]。
- カールスルーエの下部組織に所属していた2011年、翌年の入団に向けてトラブゾンスポルと移籍に関する契約が成立していたにもかかわらず、無断でカールスルーエと契約延長。その翌年にハンブルガーSVへ移籍し、結局トラブゾンスポルには移籍しなかった。それを契約違反としトラブゾンスポルはFIFAを介しスポーツ仲裁裁判所（CAS）に提訴。その結果、2017年2月、4カ月間の公式戦出場停止処分と10万ユーロの罰金が科せられた[19]。
- インテル加入後初のミラノダービーの直前に自身のInstagramにACミランとインテルのユニホームを着た自身の写真を投稿して物議を醸した。また古巣ミランのサンシーロではチャルハノールがボールを持つたびにブーイングが鳴り響いた。そのあとに獲得したPKを自らが決め、「聞こえていない。」とアピールするかのようなパフォーマンスを披露した。[要出典]
- インテルに移籍して1年目はリーグ2位に終わり、ライバルであり古巣のミランが優勝を果たした。ミラニスタ（ACミランのサポーター）はフリーでライバルへ移籍したチャルハノールを「裏切り者」だとし、優勝パレードではズラタン・イブラヒモヴィッチに「ハカンにメッセージを送ってやれ」と煽られた。これに対してチャルハノールは、「彼は18歳ではなく40歳だ。僕なら彼の年齢でそういうことはしないだろう。注目されるのが好きなだけだ。スクデットには貢献しなかったし、ほとんどプレーしていないが、とにかく注目されるために何でもするだろう」と話した[20]。
- インテル2年目の2022-23シーズンには、UEFAチャンピオンズリーグ準決勝でACミランと対戦。2戦合計3-0で決勝進出を決めたが、試合後には「今季のCLで素晴らしい仕事をしたミランにもおめでとう。ダービーは常に重いものだが、昨年起きたことからすれば、自分にとってはなおさらのことだ。でも、それはもう過去であり、これ以上は話したくない。火に油を注ぐのはよくない。かつてのチームメイトやRicky（ミランのフレデリック・マッサーラSD）、パオロ・マルディーニとはいい関係にある。彼らとは常にリスペクトがある」と話した[21]。
- インテル3年目の2023-24シーズンには、リーグのシーズン最優秀MFに輝く活躍で2位ミランを抑え、リーグ優勝を果たした。ミラノダービーで優勝を決めたことについて「インテルが優勝に届かなかったとき、ミランのティフォージが僕や家族に対してしたことは決して忘れない。でも、心の中で、全てうまくいくと確信を持っていた。そして、ダービーでスクデットを獲ったんだ。この勝利で全て報われたよ」と話した。[要出典]

## 個人記録

### クラブ
2023-24シーズン終了時点
| クラブ                   | シーズン     | リーグ戦          | リーグ戦 | リーグ戦 | カップ戦 | カップ戦 | 国際大会 | 国際大会 | その他 | その他 | 通算 | 通算 |
| クラブ                   | シーズン     | ディビジョン      | 出場     | 得点     | 出場     | 得点     | 出場     | 得点     | 出場   | 得点   | 出場 | 得点 |
| ------------------------ | ------------ | ----------------- | -------- | -------- | -------- | -------- | -------- | -------- | ------ | ------ | ---- | ---- |
| カールスルーエSC         | 2011-12      | 2. ブンデスリーガ | 14       | 0        | -        | -        | -        | -        | 2      | 0      | 16   | 0    |
| カールスルーエSC         | 2012-13      | 3. リーガ         | 36       | 17       | 3        | 0        | -        | -        | -      | -      | 39   | 17   |
| カールスルーエSC         | 通算         | 通算              | 50       | 17       | 3        | 0        | 0        | 0        | 2      | 0      | 55   | 17   |
| ハンブルガーSV           | 2013-14      | ブンデスリーガ    | 32       | 11       | 4        | 0        | -        | -        | 2      | 0      | 38   | 11   |
| バイエル・レバークーゼン | 2014-15      | ブンデスリーガ    | 33       | 8        | 4        | 2        | 10       | 3        | -      | -      | 47   | 13   |
| バイエル・レバークーゼン | 2015-16      | ブンデスリーガ    | 31       | 3        | 3        | 1        | 12       | 4        | -      | -      | 46   | 8    |
| バイエル・レバークーゼン | 2016-17      | ブンデスリーガ    | 15       | 6        | 1        | 0        | 6        | 1        | -      | -      | 22   | 7    |
| バイエル・レバークーゼン | 通算         | 通算              | 79       | 17       | 8        | 3        | 28       | 8        | 0      | 0      | 115  | 28   |
| ACミラン                 | 2017-18      | セリエA           | 31       | 6        | 4        | 0        | 10       | 2        | -      | -      | 45   | 8    |
| ACミラン                 | 2018-19      | セリエA           | 36       | 3        | 4        | 0        | 5        | 1        | 1      | 0      | 46   | 4    |
| ACミラン                 | 2019-20      | セリエA           | 35       | 9        | 3        | 2        | -        | -        | -      | -      | 38   | 11   |
| ACミラン                 | 2020-21      | セリエA           | 33       | 4        | 1        | 0        | 9        | 5        | -      | -      | 43   | 9    |
| ACミラン                 | 通算         | 通算              | 135      | 22       | 12       | 2        | 24       | 8        | 1      | 0      | 172  | 32   |
| インテル                 | 2021-22      | セリエA           | 34       | 7        | 5        | 1        | 6        | 0        | 1      | 0      | 46   | 8    |
| インテル                 | 2022-23      | セリエA           | 33       | 3        | 3        | 0        | 12       | 1        | 1      | 0      | 49   | 4    |
| インテル                 | 2023-24      | セリエA           | 32       | 13       | 0        | 0        | 6        | 1        | 2      | 1      | 40   | 15   |
| インテル                 | 2024-25      | セリエA           | 29       | 5        | 4        | 2        | 12       | 4        | 2      | 0      | 47   | 11   |
| インテル                 | 通算         | 通算              | 128      | 28       | 12       | 3        | 36       | 6        | 6      | 1      | 182  | 38   |
| キャリア通算             | キャリア通算 | キャリア通算      | 476      | 101      | 46       | 9        | 88       | 22       | 9      | 1      | 610  | 132  |

### 代表
- 国際Aマッチ 97試合 21得点（2013年 - ）

| トルコ代表 | 国際Aマッチ | 国際Aマッチ |
| 年         | 出場        | 得点        |
| ---------- | ----------- | ----------- |
| 2013       | 1           | 0           |
| 2014       | 4           | 0           |
| 2015       | 10          | 4           |
| 2016       | 11          | 4           |
| 2017       | 6           | 0           |
| 2018       | 7           | 1           |
| 2019       | 9           | 1           |
| 2020       | 5           | 1           |
| 2021       | 14          | 3           |
| 2022       | 8           | 3           |
| 2023       | 4           | 0           |
| 2024       | 13          | 3           |
| 通算       | 97          | 21          |

## タイトル

### クラブ
カールスルーエSC
- 3. リーガ：2012-13

インテル・ミラノ
- セリエA：2023-24
- スーペルコッパ・イタリアーナ ：2021-22, 2022-23, 2023-24
- コッパ・イタリア：2021-22, 2022-23

### 個人
- 3. リーガMVP：2012-13
- セリエA最優秀MF：2023-24